# Carl Anton Matthias Feldmann
Carl Anton Matthias Feldmann (* 23. Dezember 1778 in Glückstadt; † 1. Januar 1834 in Altona) war ein Königlich Dänischer wirklicher Justizrat, Generalkriegskommissar, Bankdirektor und Ritter vom Danebrog (Großkreuz).

## Leben
Er besuchte in Glückstadt, seinem Geburtsort, bis 1796 die Schule, danach studierte er in Kiel und Göttingen zunächst Rechtswissenschaft und dann Mathematik und Kameralwissenschaft.
In Göttingen pflegte er Umgang mit Georg Christoph Lichtenberg und Abraham Gotthelf Kästner. Eigentlich wollte er sich dort um eine Lehrerstelle bewerben, entschied sich dann jedoch dagegen und kehrte bald darauf nach Norddeutschland zurück.
Im Bestreben um eine Anstellung im Ingenieurcorps ging er zunächst nach Kopenhagen und ließ sich dort dazu überreden, eine Stelle als Volontär im dortigen Kammercollegium anzutreten. Nach erfolgreicher Tätigkeit im Departement des Deichwesens und der Kammerkanzlei unternahm er in den Jahren 1803 und 1804 auf königlichen Befehl verschiedene Reisen in Steuerangelegenheiten.
Nach seiner Rückkehr im Jahr 1806 wurde er als „wirklicher Chef“ im Departement des Landwesens angestellt, eine Stellung, die er bis 1811 bekleidete. In den Jahren 1807 und 1808 begleitete er König Christian VII. auf Reisen nach Jütland und Holstein. Im Jahr 1811 heiratete er Anna Maria Elisabeth Türretin, Tochter eines Fabrikanten in Altona.
Danach trat er als Kammerrat in die schleswig-holsteinische Landkommission ein. Seitdem wohnte er in Schleswig und übernahm dort gleichzeitig einen Teil der Geschäfte seines kranken Vaters, Peter Nicolai Feldmann, der in Glückstadt, Rendsburg und Schleswig als Oberkriegskommissar die dortigen königlichen Kornmagazine und die Brotlieferungen für die dortige Garnison verwaltete.
Nach dem Tod seines Vaters im Jahre 1813 übernahm er neben seiner eigentlichen Funktion dessen gesamtes Geschäft. Er bewährte sich als umsichtiger, fleißiger Geschäftsmann und so war er imstande, neben seiner eigentlichen beruflichen Funktion auch noch weitere Ämter auszuüben. So wurde er Mitglied diverser Vereine, wie z. B. der Bibelgesellschaft, der patriotischen Gesellschaft, errichtete und verwaltete mit anderen gemeinsam die Spar- und Leichenkasse und wurde außerdem Mitdirektor der neu errichteten Anstalt für Geisteskranke in Schleswig.
Im Jahr 1813 war er während des dortigen Bombardements in Glückstadt, um dort die Aufsicht über die Magazine und die Feldbäckerei zu führen, um so das königliche Interesse wahrzunehmen.
1817 wurde er zum Generalkontrolleur der Reichsbank ernannt und ging in dieser Funktion nach Kopenhagen. 1818 kehrte er zurück und musste sogleich wegen einer Revision nach Lauenburg, von der er Ende desselben Jahres zurückkehrte. 1819 wurde er in Verbindung mit der inzwischen von ihm ebenfalls bekleideten Funktion als Landverteilungskommissar zugleich „Weidekopplungskommissar“ für Lauenburg.
1821 wurde er Generalrevisor der Bank, 1825 „wirklicher Justizrat“, 1828 wurde er Ritter vom Danebrog und 1829 erster Bankdirektor, weshalb er von Schleswig nach Altona zog.
Gleichzeitig mit dieser neuen Funktion, neben der er alle übrigen königlichen Ämter beibehielt, wurde ihm der Auftrag erteilt, als Mitdirektor an der Anlage einer neuen Kunststraße zwischen Altona und Kiel mitzuwirken.
Feldmann verstarb nach einem sehr aktiven, arbeitsreichen Leben am 1. Januar 1834 kurz nach Vollendung seines 55. Lebensjahres.